# يوزو أأوكي
يوزو أَأُوكي (باليابانية: 青木 要三) (مواليد 10 أبريل 1929)، هو لاعب كرة قدم ياباني سابق كان يلعب كمداف. سبق له أن لعب مع منتخب اليابان.

## وصلات خارجية
- يوزو أأوكي على موقع ناشيونال فوتبول تيمز (الإنجليزية)

- National Football Teams
- Japan National Football Team Database